# Thom Harinck

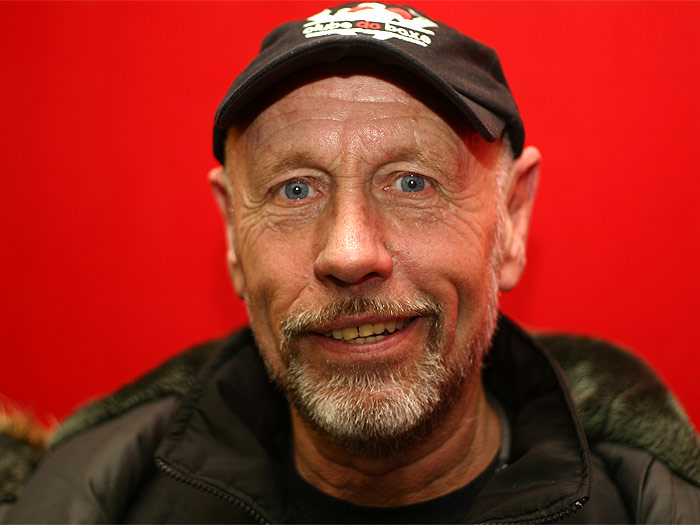
Thom Harinck in 2011

Thom Harinck (Den Haag, 22 december 1943) is een Nederlandse trainer-coach van topkickboksers, en samen met Jan Plas een van de grondleggers van het kickboksen in Nederland. Harinck is getrouwd met Marjan Olfers.

## Biografie
Harinck ontwikkelde in 1972 een eigen vechtstijl, omdat hij ontevreden was over de bestaande vechtsporten, zoals karate. Hij mixte technieken van het Engels boksen met het Franse savate en het muay thai en noemde deze stijl chakuriki, hetgeen 'ontleende kracht' betekent. Onderdeel van de stijl werd ook het beheersen van traditionele wapens zoals bo, nunchaku en sai in combinatie met het beoefenen van zazen. Hij richtte zijn eigen vechtsportschool Chakuriki op in Amsterdam.
In 1976 was Harinck medeoprichter van de NKBB (Nederlandse Kick-Boxing Bond). In 1978 waren Harinck en zijn team de eerste Europese vechters die in de Lumpini-stadion in Bangkok vochten. In 1983 richtte hij de MTBN (Muay Thai Bond Nederland) op, in 1984 de EMTA (European Muay Thai Association) en in 1985 de WMTA (World Muay Thai Association). In 1990 werd Harinck als enige niet-Aziaat gekozen in de IMTA (International Muay Thai Association). 
Harinck was een van de bekendste trainers in de kickbokssport en heeft veel wereldkampioenen getraind. Onder zijn leiding werd Branko Cikatić in 1993 de eerste K-1-wereldkampioen, en daarna ook Peter Aerts in 1994 en 1995. Verder trainde en coachte hij onder anderen Badr Hari, Gilbert Ballantine, Jérôme Le Banner, Hesdy Gerges, Lloyd van Dams en Perry Ubeda.
In april 2013 stopte Harinck als trainer van kickboksers. In januari 2016 begon Thom Harinck weer met coachen. Hij geeft dagelijks trainingen aan een groep vechters, waaronder Hesdy Gerges. In mei 2016 publiceerde Harinck zijn Engelstalige biografie bij Amsterdam Publishers. Het boek draagt de titel "Thom Harinck: Godfather of Muay Thai in The West" en is samen met Julio Punch geschreven. 